# Audi Avant
Avant er den officielle salgsbetegnelse for stationcarbiler af mærket Audi. Avant beskriver dermed karrosseriformen.
Den første bil med betegnelsen Avant kom på markedet i 1977 med Audi 100 C2 Avant. På dette tidspunkt var Audi 100 Avant dog ikke en rigtig stationcar, men derimod en combi coupé med kortere bagende og stor bagklap, som åbnede sammen med bagruden.

## Audi-biler betegnet som Avant
- Store mellemklasse: Audi 80 blev fra byggeserie B4 i 1992 solgt som Avant, mens efterfølgeren Audi A4 blev solgt som Avant fra starten.
- Øvre mellemklasse: Audi 100 blev fra byggeserie C2 i 1977 solgt som Avant. Med introduktionen af byggeserie C4 fik modellen i 1991 en rigtig stationcarbagende. Efterfølgeren Audi A6 blev i alle byggeserier solgt som Avant.
- De sportslige "RS"-modeller RS2, RS4 og RS6, som er baseret på de ovennævnte modelserier, findes også som Avant. Disse biler sælges hovedsageligt som Avant.

## Ikke som Avant betegnede stationcarmodeller fra Audi
- Audi F103 blev i stationcarversionen betegnet Variant ligesom stationcarbiler fra Volkswagen.
- Volkswagen Passat B1 Variant blev udelukkende til eksportmarkeder solgt som Audi Kombi og havde betegnelsen Audi 80 Estate (i England og Sydafrika) eller Audi Fox Station Wagon (i USA).
- Audi allroad quattro bærer ikke betegnelsen Avant, selv om den er baseret på Audi A6 Avant.
- En stationcarlignende udgave af Audi A3 hhv. Audi A5 betegnes Audi A3 Sportback hhv. Audi A5 Sportback.

## Konceptbiler
I 2001 viste Audi på Frankfurt Motor Show konceptbilen Avantissimo, en stationcar i luksusklassen. På trods af stor positiv resonans i fagpressen blev den dog ikke serieproduceret.